# Ander Okamika
Ander Okamika Bengoetxea (Lequeitio, provincia de Vizcaya, 2 de abril de 1993) es un ciclista español que compite con el equipo Burgos Burpellet BH.

## Trayectoria
Extriatleta de alto nivel, Ander Okamika decidió dedicarse exclusivamente al ciclismo en 2020, debido a la cancelación de eventos de triatlón durante la pandemia de COVID-19. En agosto, se reveló en los campeonatos de España al ganar el título de contrarreloj y terminar segundo en la carrera de ruta, en la categoría "élite" (amateurs). Luego se distinguió en las carreras por etapas del calendario nacional, terminando quinto en la Vuelta a Cantabria y luego en la Vuelta a Alicante, habiendo ganado la primera etapa.
Visto por sus buenos resultados, se convirtió en profesional en 2021 dentro del equipo Burgos-BH.

## Palmarés
- Aún no ha conseguido ninguna victoria como profesional.

## Resultados en Grandes Vueltas
| Carrera | Carrera         | 2021 | 2022 | 2023 | 2024 |
| ------- | --------------- | ---- | ---- | ---- | ---- |
|         | Giro de Italia  | —    | —    | —    | —    |
|         | Tour de Francia | —    | —    | —    | —    |
|         | Vuelta a España | 75.º | 96.º | 62.º | —    |

—: no participa

Ab.: abandono

## Equipos
- Burgos-BH (2021-)
  - Burgos-BH (2021-2024)
  - Burgos Burpellet BH (2025-)